# 녹내장

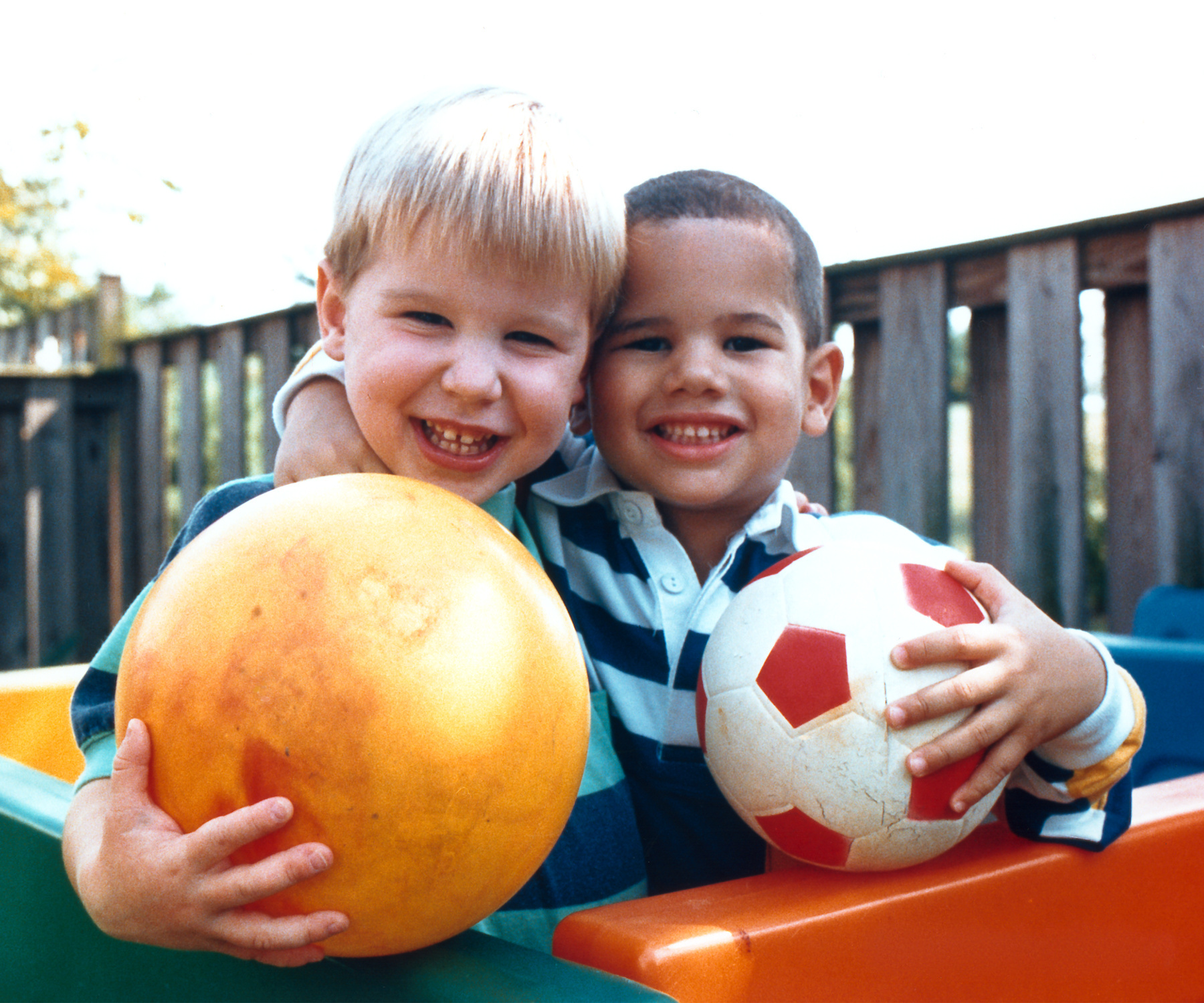
정상 범위의 시야

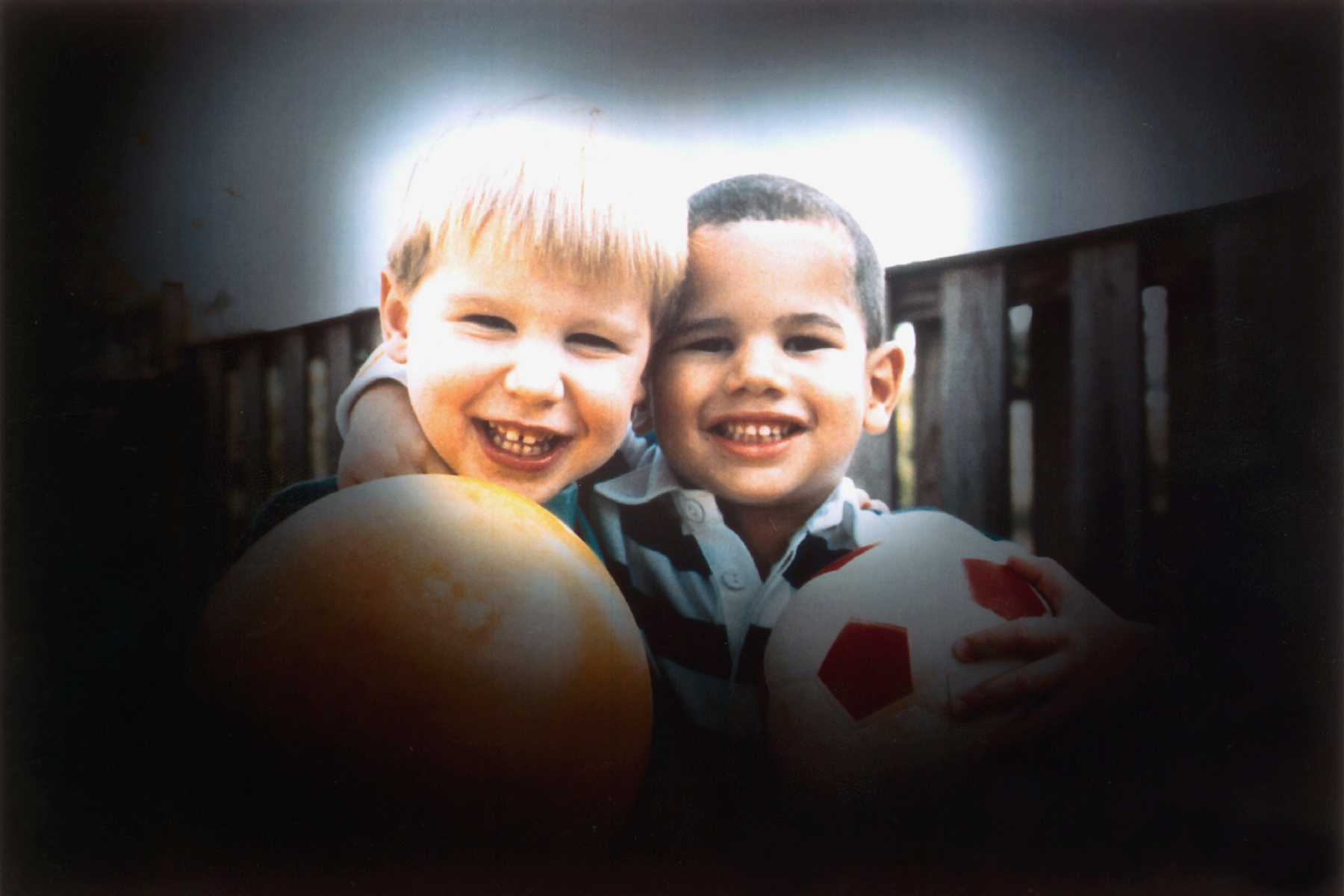
녹내장으로 인해 시야 손상이 진척된 모습.

녹내장(綠內障, 문화어: 록내장, 영어: glaucoma)이란 시신경 위축증의 형태를 띠면서 망막 신경총 세포를 포함 시신경에 생기는 질환의 총칭이다. 치료되지 않은 녹내장은 영구적으로 시력에 영향을 줄 수 있다. 주로 눈 안의 안방수의 증가로 인한 유체 압력 상승과 관련되어 있다.
녹내장은 망막 신경절 세포(retinal ganglion cell; RGC)의 손실을 동반한 시신경 손상을 특징으로 하며, 여러 위험 인자 중 안압 상승(21 mmHg 혹은 2.8 kPa 이상) 이 가장 중요한 동시에, 유일하게 치료가 가능한 증상이다. 비록 안압이 질환형성의 주된 이유가 되지만 어떤 환자는 비교적 낮은 안압 상태에서도 병이 생기고 반대로 어떤 이는 수년간 상당히 높은 안압 상태에서도 녹내장이 전혀 생기지 않기도 한다.
녹내장은 크게 개방각 녹내장(open angle glaucoma)과 폐쇄각 녹내장(closed angle glaucoma)의 2종류로 나뉘며, 이때의 '각'(angle)이란 홍채와 각막 사이에 위치하며 정상적인 눈에서는 이곳에 있는 스폰지 형태의 조직인 섬유주대(trabecular meshwork)를 통하여 안방수가 빠져 나간다. 폐쇄각 녹내장은 이곳이 막혀서 생기는 급성 질환으로, 종종 통증을 동반한다. 이 때 시력 손상도 급격하게 진행되나, 각이 막히면서 발생하는 급격한 통증으로 인해 영구적인 시력손상이 일어나기 전에 환자들이 병원을 찾게 된다. 개방각 녹내장, 또는 만성 녹내장은 천천히 진행되는 특성상 녹내장 환자들이 질환이 상당히 진행되어 시력을 잃게 될 정도에 이를 때까지 인지하지 못하는 경우가 많다.

## 역사
안압(IOP) 상승과 녹내장의 상관 관계는 1622년 잉글랜드 사람 리처드 바니스터에 의해 처음 기술되었다.

## 발병 현황

2004년 100,000명의 거주자 당 녹내장 환자에 대한 장애 조정 생활년.
자료 없음
20 이하
20–43
43–66
66–89
89–112
112–135
135–158
158–181
181–204
204–227
227–250
250 이상

2010년 기준으로, 전 세계 44,700,000명의 인구가 녹내장을 앓고 있다. 같은 해 기준으로 미국의 녹내장 환자 수는 2,800,000명이다. 2020년에는 전 세계에서 58,600,000명이, 미국에서는 3,400,000명으로 증가할 것으로 예측되었다.

## 징후와 증상
초기에는 눈의 증상 없이 두통, 메스꺼움이 있다가, 녹내장이 진행됨에 따라 시야가 좁아진다. 급성인 협우각형 녹내장은 심한 두통과 구토와 함께 시력이 급격하게 떨어진다.
선천성 녹내장은 생후 1년 내에 증상이 나타나며, 눈부심 때문에 눈을 못뜨고 눈물 흘림, 눈꺼풀 경련 등을 포함한다.

## 진단
녹내장은 일찍 치료할수록 시기능장애를 최소한으로 막을 수 있어서 조기진단이 중요하다.

### 안압측정
정상안압은 10~21 mmHg(평균 15mmHg)이며 양안차이는 3mmHg 이하이다. 신생아 안압의 평균치는 10.27mmHg(6.5 mmHg)이다. 안압은 연령증가에 따라 높아진다.

## 같이 보기
- 백내장
- 시각장애